# That Was Then... This Is Now
That Was Then... This Is Now (br A Força da Inocência) é um filme estadunidense de 1985, do gênero drama, dirigido por Christopher Cain baseado no livro de Susan E. Hinton.
Sequência de The Outsiders, o filme é estrelado por Emilio Estevez e distribuído pela Paramount Pictures.